# 40位40岁以下精英
财富杂志40位40岁以下精英（英語：Fortune Magazine's 40 under 40 List）是指美国《财富》杂志每年评选的全球40位40岁以下精英和有影响力的成功商业人士。财富40位40岁以下精英年名单里的这些富有积极进取心的年轻人会在科技，时尚，金融和媒体等行业上掀起新浪潮。40位40岁以下精英的评判标准包括创新家，商业颠覆人士，革新家，和工作创造者，除此之外还要成为跨产业里的佼佼者。